# 森本朱美
森本 朱美（もりもと あけみ、1968年2月22日 - ）は、鳥取県出身の自転車競技選手である。学校教諭を本職としながらも、第一線で活躍。ロードが主戦場だが、トラックでもシドニーオリンピックに出場した。競技選手としてはチームラバネロ所属。

## 来歴
鳥取西高校、東京学芸大学卒業後、中学校教諭となり、クラブチーム入り。
1998年、三笠宮杯ツール・ド・とうほく優勝。
1999年、アジア選手権ロード3位。
2000年、全日本選手権ポイントレース優勝。シドニーオリンピック出場（16位）。
その後、鳥取湖陵高に赴任。自転車部の監督を務める一方、選手としてもなお第一線で活躍している。
2009年、全日本選手権・ポイントレース優勝。